# Monasterio de los Santos Arcángeles (Prizren)
El monasterio de los Santos Arcángeles (en serbio: Манастир Светих Архангела, romanizado: Manastir Svetih Arhangela; en albanés: Manastiri i Arkangjelit të Shenjtë) es un monasterio ortodoxo serbio ubicado en Prizren, Kosovo. El monasterio fue fundado por el emperador serbio Esteban Dušan entre 1343 y 1352 en el sitio de una iglesia anterior, parte del complejo de la fortaleza de Višegrad. Fue la iglesia funeraria del emperador Dušan y representó la culminación del estilo arquitectónico eclesiástico serbio, que condujo al nacimiento del estilo de la escuela arquitectónica del Morava.
El complejo, que abarca más de 6500 m², incluye dos iglesias, la principal está dedicada a los Santos Arcángeles (donde yacía la tumba de Dušan), y la segunda está dedicada a san Nicolás, ambas construidas en el escuela arquitectónica de Rascia. El monasterio fue saqueado y destruido después de la llegada de los otomanos en 1455, y en 1615 fue arrasado y su material se utilizó para la construcción de la mezquita Sinan Pasha, Prizren.
Todo el conjunto fue explorado arqueológicamente en 1927, y sus restos se conservaron después de la Segunda Guerra Mundial. Durante la última década del siglo xx se continuaron los trabajos de reconstrucción, y en 1998 volvió a ser un monasterio masculino activo. Después del bombardeo de Yugoslavia por la OTAN en 1999 y la retirada de las fuerzas del ejército yugoslavo, los objetos reconstruidos fueron quemados y saqueados en junio de 1999 por miembros del Ejército de Liberación de Kosovo (ELK), después de la llegada de la Fuerza de Kosovo (KFOR). Durante los disturbios de 2004 en Kosovo, el monasterio fue incendiado y saqueado nuevamente. Todo el complejo del monasterio está bajo la protección de la República de Serbia, como Monumentos culturales de importancia excepcional en Serbia. Un sacerdote vive en el monasterio que está bajo la protección constante de la policía de Kosovo en una zona de protección especial.